# Cal Llivi
Cal Llivi és un edifici de Pacs del Penedès (Alt Penedès)  inclòs a l'Inventari del Patrimoni Arquitectònic de Catalunya.
És un edifici del segle XIX, aïllat, envoltat d'un jardí, que està situat a un extrem del nucli urbà de Pacs. Consta de planta baixa i coberta amb teulada a quatre vessants, amb una petita torratxa al centre. L'entrada principal té un porxo i una petita escalinata.